# Dieta de Nimega
La Dieta de Nimega del 821 fou una reunió o assemblea general de la noblesa del regne franc, en la qual l'emperador Lluís el Pietós va fer ratificar la divisió dels estats entre els seus fills que havia establert el 30 de juliol del 817 a Aquisgrà, i que havia obtingut l'aprovació del Papa. Així el regne quedava dividit entre els tres fills així:
- Lotari I, fill gran, emperador associat, rei de Nèustria i Austràsia (amb part del Regne de Germània, i amb Provença i quasi tota Septimània incloent l'Usès i el Vivarès), que tindria l'alta autoritat sobre els seus germans.
- Pipí, rei d'Aquitània amb Gascunya i la marca de Tolosa i quatre comtats: Carcassona (amb Rasès i la Fenolleda, i el Conflent) a Septimània, i Autun, Avallon i Nevers a Borgonya.
- Lluís, rei de Baviera, amb una part de Germània.

El regne d'Itàlia restava sota Bernat d'Itàlia, nebot de Lluís del Pietós que n'exercia l'alta autoritat. Els vassalls menors només podrien tenir els beneficis o feus d'un dels tres fills, però podrien tenir els béns particulars o hereditaris en qualsevol dels estats sense estar obligats a fer homenatge per aquests béns a un príncep diferent.